# Мітіо Морисима
Мітіо Морисима  (яп. 森嶋 通夫; англ. Michio Morishima; 23 липня 1923, м. Осака, Японія — 13 липня 2004, м. Брентвуд, Англія) — японський економіст, математик, фахівець з економетрії, автор багатьох професійних публікацій. М. Морисима — член викладацького колективу Лондонської школи економіки, де з 1970 до 1988 року обіймав посаду професора економіки. Пізніше — почесний професор Осакського університету і член Британської академії. Професор Морисима став кавалером Ордена Вранішнього сонця, однієї з вищих нагород Японії. Сфера його наукових інтересів охоплювала проблеми теорії загальної рівноваги, історії економічної думки й капіталістичної економічної системи.

## Біографія
Мітіо Морисима народився 18 липня 1923 року в Осаці, Японія. Він вивчав економіку і соціологію під керівництвом відомого японського економіста і соціолога Ясума Такада.
1946 року Морисима закінчив економічний факультет Кіотського університету і незабаром почав академічну кар'єру.
1948 року він отримав посаду асистента в Кіотському університеті, 1950-го обіймає посаду викладача, а потім і старшого викладача.
1951 року Морисима перейшов до Університету Осаки, де 1963 року обійняв посаду професора економіки.
Ще через три роки професор Морисима став співробітником Інституту соціальних і економічних досліджень при Осакському університеті, що був заснований 1954 року професором Ясума Такада, і з того часу став одним з найбільших дослідницьких центрів в області економіки у світі.
1968 року 45-річного професора запросили викладати в британському Ессекському університеті (англ. University of Essex), і, нарешті, 1970 року Мітіо Морисима перейшов працювати в Лондонську школу економіки, де пропрацював до виходу на пенсію в 1988 році.
1965 року Мітіо став першим японцем, який очолив Економетричне товариство, причому одним з найпалкіших прихильників професора Морисима був британський учений Джон Гікс. Японський економіст був ініціатором проєкту, який спричинився до створення фонду 'Suntory-Toyota Foundation' і Міжнародного центру економіки та суміжних дисциплін Сантори й Тойоти (STICERD) при Лондонській школі економіки (з того часу і до сьогодні STICERD надав численні результати досліджень в галузі суспільної економіки, економіки розвитку і політичної економії). Морисима став першим головою правління STICERD, а 1991 року був обраний почесним членом Лондонської школи економіки.
1976 року Морисима був нагороджений Орденом Культури Японії.
Входить до списку 100 великих економістів після Кейнса за версією британського економіста-історика Марка Блауга.
Мітіо Морисима помер 13 липня 2004 року, за кілька днів до свого 81-го дня народження.

## Внесок в економіку
Мітіо Морисима — японський економіст, дослідник у галузі математичної економіки, якому вдалося ліквідувати розрив між японською та англомовною економічними науковими спільнотами. Його основна праця — «Теорія економічного зростання», що об'єднує елементи загальної теорії рівноваги, аналізу витрати-випуск і економічної динаміки, та є результатом двадцятирічної роботи самого Морисима і ще низки дослідників, що займаються питаннями зростання багатогалузевої економіки.
У 1930-ті роки Джон фон Нейман запропонував складнішу теорію зростання, яка враховувала й умови сталого економічного зростання, і пов'язані з ними вимоги до відносин між нескінченною кількістю окремих секторів економіки. Саме цю теорію фон Неймана Морисима розвинув і доповнив у своїй книзі «Теорія економічного зростання», а потім у праці «Капітал і кредит: нове формулювання загальної теорії рівноваги».
У книзі «Марксистська економічна теорія: двоїста теорія цінності та зростання», і у тій, що наслідувала її — «Цінність, експлуатація та зростання» Морисима запропонував новий погляд на теорію Карла Маркса — з погляду нейманівської теорії зростання. У цих роботах Морисима стверджує, що ідеї Маркса можна переформулювати згідно з найвищими стандартами сучасної «загальної динамічної теорії рівноваги». Ці книги були добре прийняті економістами-послідовниками Маркса і зіграли важливу роль в одному із загадкових явищ нашого часу — несподіваного відродження марксистської теорії і, зокрема, її математичних інтерпретацій.
У книзі «Економічна теорія Вальраса» Морисима спробував зробити зі вченням Леона Вальраса, засновника загальної теорії рівноваги, те ж саме, що він раніше зробив з марксистською економікою, але на цей раз не без певного протесту з боку істориків економічної думки. У книзі «Економічна теорія Рікардо: загальна теорія розподілу і зростання» зроблена аналогічна спроба представити ідеї Рікардо в термінах теорії фон Неймана, також не обійшлася без нарікання послідовників Рікардо. Нарешті, перу Морисима належить «Економічна теорія сучасного суспільства» — підручник, якому більше б підійшла назва «Сучасна теорія економічного суспільства». У ньому представлена величезна кількість нетривіальних висновків, викладених простою і зрозумілою мовою, що не вимагає від читачів знання математичних концепцій або витончених засобів економічного аналізу. Останнім часом інтереси Морисима змістилися зі сфери технічних пояснень економічного зростання до пошуку соціальних причин швидкого економічного зростання в Японії й повільного — в Англії: «Секрет успіху Японії: західні технології і японський дух».

## Основні роботи
1. «Теорія економічного зростання» (Theory of Economic Growth, Oxford University Press, 1969)
2. «Рівновага, стабільність та ріст: мультисекторний аналіз» (Equilibrium, Stability and Growth: A multi-sectoral analysis, 1964)
3. «Марксистська економічна теорія: двоїста теорія цінності й зростання» (Marx's Economies: A Dual Theory of Value and Growth, Cambridge University press, 1973)
4. «Цінність, експлуатація та зростання» (Value, Exploitation and Growth, McGraw -Hill, 1978, with G. Catephores)
5. «Економічна теорія Вальраса» (Walras 'Economies, Cambridge University Press, 1977)
6. «Капітал і кредит: нове формулювання загальної теорії рівноваги» (Capital and Crédit: A new Formulation of General Equilibrium Theory, Cambridge University Press, 1992)
7. «Економічна теорія Рікардо: загальна теорія розподілу і зростання» (Ricardo Economies: A General Theory of Distribution and Growth, Cambridge University Press, 1989)
8. «Економічна теорія сучасного суспільства» (Economic Theory of Modem Society, Cambridge University Press, 1976)
9. «Секрет успіху Японії: західні технології та японський дух» (Why Has Japan Succeeded: Western Technology and the Japanese Ethos, Cambridge University Press, 1982)